# Exochus rufigaster
Exochus rufigaster là một loài tò vò trong họ Ichneumonidae.